# Cleora acutiorata
Cleora acutiorata là một loài bướm đêm trong họ Geometridae.